# Championnat du Soudan de football 2009
Navigation
Saison précédente Saison suivante
La saison 2009 du Championnat du Soudan de football est la quarante-cinquième édition de la première division au Soudan, la Sudan Premier League. Elle regroupe, sous forme d'une poule unique, les treize meilleures équipes du pays qui se rencontrent deux fois, à domicile et à l'extérieur. En fin de saison, pour permettre l'extension du championnat à 14 clubs en deux ans, le perdant d'un barrage de relégation (disputé entre les deux derniers du classement) est relégué et remplacés par les deux meilleurs clubs de deuxième division.
C'est le club d'Al Hilal Omdurman qui remporte le championnat cette saison après avoir terminé en tête du classement final, avec sept points d'avance sur le tenant du titre, Al Merreikh Omdurman et trente-et-un sur Khartoum 3. C'est le 21e titre de champion du Soudan de l'histoire du club, qui réussit le doublé en s'imposant face à son dauphin en finale de la Coupe du Soudan.
Autre changement cette saison : grâce aux bons résultats obtenus par les clubs soudanais en compétitions continentales, la fédération obtient une deuxième place en Coupe de la confédération, qu'elle attribue au 4e du classement final.

## Les clubs participants
| - Al Hilal Omdurman - Hay al-Arab Port-Soudan - Al Mirghani Kassala - Promu de D2 - Al Ittihad Wad Medani - Amal Atbara - Al Nil Hasahisa - Al-Shemali Atbara - Promu de D2 | - Al-Mourada SC - Al Merreikh Omdurman - Al Hilal Kaduqli - Al Hilal Port-Soudan - Khartoum 3 - Al Ahly Wad Madani |

## Compétition
Le barème de points servant à établir les classements se décompose ainsi :
- Victoire : 3 points
- Match nul : 1 point
- Défaite : 0 point

### Classement
| Rang | Équipe                  | Pts | J  | G  | N  | P  | Bp | Bc | Diff |
| ---- | ----------------------- | --- | -- | -- | -- | -- | -- | -- | ---- |
| 1    | Al Hilal Omdurman C     | 67  | 24 | 22 | 1  | 1  | 60 | 8  | +52  |
| 2    | Al Merreikh Omdurman T  | 60  | 24 | 18 | 6  | 0  | 64 | 16 | +48  |
| 3    | Khartoum 3              | 36  | 24 | 9  | 9  | 6  | 28 | 27 | +1   |
| 4    | Amal Atbara             | 35  | 24 | 9  | 8  | 7  | 29 | 29 | 0    |
| 5    | Al-Nil Hasahisa         | 32  | 24 | 9  | 5  | 10 | 26 | 22 | +4   |
| 6    | Al Ahly Wad Madani      | 31  | 24 | 7  | 10 | 7  | 29 | 31 | -2   |
| 7    | Al-Mourada SC           | 29  | 24 | 7  | 8  | 9  | 29 | 29 | 0    |
| 8    | Al Mirghani Kassala P   | 28  | 24 | 7  | 7  | 10 | 26 | 31 | -5   |
| 9    | Al Hilal Port-Soudan    | 27  | 24 | 7  | 6  | 11 | 25 | 43 | -18  |
| 10   | Hay al-Arab Port-Soudan | 26  | 24 | 6  | 8  | 10 | 27 | 32 | -5   |
| 11   | Al-Hilal Kaduqli        | 22  | 24 | 5  | 7  | 12 | 27 | 41 | -14  |
| 12   | Al Ittihad Wad Madani   | 22  | 24 | 5  | 7  | 12 | 24 | 49 | -25  |
| 13   | Al-Shemali Atbara P     | 11  | 24 | 3  | 2  | 19 | 13 | 49 | -36  |

|  | Qualification pour la Ligue des champions de la CAF 2010                |
|  | Qualification pour la Coupe de la confédération 2010                    |
|  | Participation au barrage de relégation                                  |
|  | T : Tenant du titre C : Vainqueur de la Coupe du Soudan P : Promu de D2 |

### Matchs

#### Barrage de relégation
Les deux derniers du classement, Al Ittihad Wad Madani et Al-Shemali Atbara, dispute un barrage de relégation pour déterminer la formation reléguée en deuxième division. Le barrage est disputé sous forme de matchs aller-retour.
| Équipe 1          | Résultat | Équipe 2              | Aller | Retour |
| ----------------- | -------- | --------------------- | ----- | ------ |
| Al-Shemali Atbara | 1 - 2    | Al Ittihad Wad Madani | 1 - 1 | 0 - 1  |

## Bilan de la saison
| Championnat du Soudan de football 2009                             |                               |
| Champion                                                           | Al Hilal Omdurman (21e titre) |
| Coupes et trophées                                                 |                               |
| Vainqueur de la Coupe du Soudan 2009                               | Al Hilal Omdurman             |
| Qualifications continentales                                       |                               |
| Ligue des champions de la CAF 2010                                 | Al Hilal Omdurman             |
| Ligue des champions de la CAF 2010                                 | Al Merreikh Omdurman          |
| Coupe de la CAF 2010                                               | Khartoum 3                    |
| Coupe de la CAF 2010                                               | Amal Atbara                   |
| Promotions et relégations                                          |                               |
| Promus en Premier League                                           | Al Ahli Khartoum              |
| Promus en Premier League                                           | Al-Jazeerat Al-Feel           |
| Relégués en Championnat du Soudan de football de deuxième division | Al-Shemali Atbara             |